# Ignaz von Born
Ignaz Anton Edler von Born, pseudonim Joannes Physiophilus (ur. 26 grudnia 1742 w Karlsburgu, obecnie Alba Iulia, zm. 24 lipca 1791 w Wiedniu) – austriacki geolog, mineralog, metalurg, satyryk i mason, opracował nowoczesny proces amalgamacji, jedna z czołowych postaci austriackiego Oświecenia.

## Życiorys
Ignaz Anton Edler von Born urodził się 26 grudnia 1742 roku w Karlsburgu (dzisiejsza Alba Iulia) w Siedmiogrodzie.
Pochodził ze starej rodziny szlacheckiej z Siedmiogrodu. Pierwsze nauki pobierał w szkole w Sybinie. W latach 1759–1760 należał do zakonu jezuitów. Studiował w Pradze nauki prawne, a następnie historię naturalną i górnictwo. Był uczniem m.in. Thaddäusa Peithnera (1727–1792). Odbył szereg podróży zagranicznych, m.in. do Niemiec, Holandii i Francji.
W 1769 roku został radcą górniczym w Głównej Komorze Górniczej w Bańskiej Szczawnicy. W 1770 roku został asesorem Najwyższego Urzędu Menniczego i Górniczego w Pradze. W 1772 roku zrezygnował z pracy z powodów zdrowotnych oraz w proteście przeciwko zakazowi publikacji naukowych. W 1776 roku zlecono mu rozbudowanie zbiorów historii naturalnej w Wiedniu. Od 1779 roku był radcą (niem. Wirklicher Hofrat) cesarskiej Izby Dworskiej do spraw górnictwa i mennic.
Po wielu próbach prowadzonych w Wiedniu i Sklených Teplicach opracował technicznie proces wydzielania złota i srebra metodą amalgamacji. Von Born opracował także przemysłowy proces wybielania substancji organicznych przy zastosowaniu chloru. Stworzył również systemy klasyfikacji minerałów. 
Z jego inicjatywy w 1786 roku w Sklených Teplicach odbył się pierwszy międzynarodowy kongres naukowy, podczas którego założone zostało pierwsze w historii międzynarodowe stowarzyszenie naukowców – „Societät der Bergbaukunde”. Towarzystwo skupiało 150 naukowców praktyków i teoretyków. 
Publikował wiele traktatów na temat mineralogii, górnictwa i metalurgii. Był także współzałożycielem  towarzystwa „Privatgesellschaft zur Aufnahme der Mathematik etc.”, które później zostało przekształcone w Królewskie Czeskie Towarzystwo Naukowe. Tworzył również satyry społeczne, m.in. pamflet na społeczeństwo brytyjskie Die Staatsperücke w 1772 roku, a w 1783 roku dosadną satyrę na funkcjonowanie klasztorów Specimen Monachologiae.
Od 1781 roku należał do wolnomularzy i prowadził lożę masońską w Wiedniu. Był jedną z czołowych postaci austriackiego Oświecenia.  
Na cześć von Borna Wolfgang Amadeus Mozart skomponował kantatę Die Maurerfreude. Na postaci von Borna mogła być wzorowana postać Sarastra z opery Czarodziejski flet.
Zmarł 24 lipca 1791 roku w Wiedniu.

## Członkostwa
- 1774 – Bawarska Akademia Nauk[6]
- 1774 – Niemiecka Akademia Przyrodników Leopoldina[7]
- 1774 – Royal Society[8]

## Publikacje
Prace podane za Neue Deutsche Biographie:
- Lithophylacium Bornianum seu Index fossilium quae collegite itp. Ign. de Born, 2 tomy, 1772–75
- Die Staatsperücke, Eine Erzählung, Wien, 1772
- Über das Anquicken der gold- und silberhältigen Erze, Rohsteine, Schwarzkupfers und Hüttenspeise, Wien, 1786
- Biografisches Versuch aus Legendenmirakeln, 1783
- Joannis Physiophili, Specimen Monachologiae, methodo Linaeano, tabulis tribus aeneis illustratum, Augsburg, 1783

## Upamiętnienie
Na cześć Borna nazwano minerał z gromady siarczków – bornit.